# Bodenverarmung
Von Bodenverarmung spricht man, wenn durch Monokultur dem Boden ständig die gleichen Nährstoffe entzogen werden und sich somit die Bodenqualität vermindert. Im schlimmsten Fall kann dies zu einer Wüstenbildung führen.
Die Auswirkungen der Bodenverarmung führten in Mitteleuropa bis Anfang des 19. Jahrhunderts zu Hungersnöten und Migrationswellen der Bevölkerung, bis die Erforschung der Bodenfruchtbarkeit  bzw. die Erfolge der Agrikulturchemie erhebliche Verbesserungen der Ertragssicherheit durch gezielte Düngung mit sich brachten. 
Der Bodenverarmung kann neben der Ergänzung fehlender Nährstoffe durch organische und mineralische Düngung auch durch kulturtechnische Maßnahmen wie Fruchtwechsel, Mischkulturen, Kalkung, Humusieren, Gründüngung oder Mulchen entgegengewirkt werden.
Eine gezielt herbeigeführte Bodenverarmung kann in überdüngten, eutrophierten Böden auch sinnvoll sein. Man kann einem Standort überschüssige Nährstoffe entziehen und damit die Sukzession der Pflanzengesellschaft bremsen – also die Artenvielfalt eines nährstoffarmen Standortes erhalten. 
Bei der Mahd eines Hochstaudensaumes am Rande einer Streuwiese zu einer intensiv genutzten Kulturfläche mit Goldrute, Solidago canadensis, und Mädesüß, Filipendula ulmaria als beherrschenden Pflanzen kann die jahreszeitlich auftretende, interne Nährstoffverlagerung in den Pflanzen zur Bodenverarmung genutzt werden. Mit der rechtzeitigen Kulturmaßnahme wird Stickstoff und Kalium vom Standort entfernt.